# Brève de Gurney
Hydrornis gurneyi
Espèce
Statut de conservation UICN

 CR  : 
En danger critique
Statut CITES
La Brève de Gurney (Hydrornis gurneyi) est une espèce de passereau appartenant à la famille des Pittidae. D'après Alan P. Peterson, c'est une espèce monotypique.
Son nom commémore l'ornithologue amateur britannique John Henry Gurney (1819-1890).
En 1986, après trente-quatre ans d'extinction présumée, on a redécouvert cette brève dans un lambeau de forêt primitive subsistant en Thaïlande, dans la péninsule malaise. Son aire dissoute s'étend à travers l'isthme de Kra.

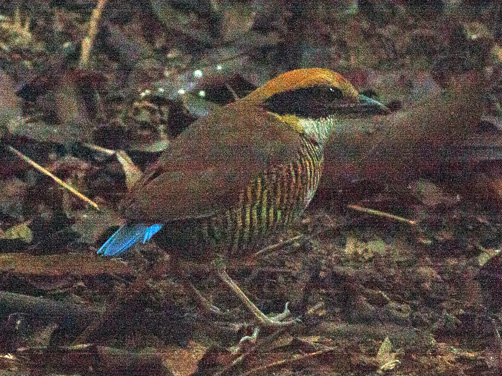
Une femelle de Brève de Gurney.